# 十里望乡
十里望乡是中国山东省德州市禹城市下辖的一个乡。

## 行政区划
十里望乡下辖殷曲社区管理委员会、粉王社区管理委员会、牛徐社区管理委员会、十里望社区管理委员会、宋家河套社区管理委员会、王楼社区管理委员会、店张社区管理委员会、谷庄社区管理委员会、盐官社区管理委员会、韩寨社区管理委员会、郭庄社区管理委员会、黄桥社区管理委员会、邵吴社区管理委员会、站北社区管理委员会、桥西社区管理委员会、北马社区管理委员会、郝高屯社区管理委员会、庞集社区管理委员会、站西社区管理委员会、骇河社区管理委员会、刘石张社区管理委员会、尹彭社区管理委员会、孙东村、前河村、大白村、小白村、南营村、田庄村、御桥村、刘桥村、后禚村、高庄村、金庄村、毛园村。